# Nishikawa (Yamagata)
Nishikawa (西川町 Nishikawa-machi?) es un pueblo localizado en la prefectura de Yamagata, Japón. En junio de 2019 tenía una población de 5.083 habitantes y una densidad de población de 12,9 personas por km². Su área total es de 393,19 km².

## Geografía

### Municipios circundantes
- Prefectura de Yamagata
  - Sagae
  - Tsuruoka
  - Ōe
  - Asahi
  - Oguni
  - Shōnai
  - Ōkura
- Prefectura de Niigata
  - Murakami

## Demografía
Según datos del censo japonés, la población de Nishikawa ha disminuido en los últimos años.
| Año del censo | Población |
| ------------- | --------- |
| 1995          | 8.208     |
| 2000          | 7.452     |
| 2005          | 6.917     |
| 2010          | 6.270     |
| 2015          | 5.636     |